# هرکس را که می‌خواهید ببوسید
هرکس را که می‌خواهید ببوسید (به فرانسوی: Embrassez qui vous voudrez) یا چیزهای تابستان (به انگلیسی: Summer Things) فیلمی محصول سال ۲۰۰۲ و به کارگردانی میشل بلان است. در این فیلم بازیگرانی همچون شارلوت رمپلینگ، ژاک دوترون، کارول بوکه، میشل بلان، کرین ویار، دنیس پودالیدس، کلوتیلد کورو، ونسان الباز، لو دوایون، ملانی لوران، گاسپار اولیل ایفای نقش کرده‌اند.
این فیلم با تحسین منتقدان روبرو شد و در گیشه فرانسه موفق شد. کارین ویار برای بازی در نقش ورونیک برنده جایزه سزار بهترین بازیگر نقش مکمل زن شد. گاسپارد اولیل برای بازی در نقش لویک برنده جایزه لومیر برای امیدوارترین بازیگر مرد شد.

## داستان
الیزابت و برتراند نمایندگان نمونه جامعه پاریس هستند. پشت نمای یک ازدواج کامل، نارضایتی و کسالت است. برتراند یک مشاور املاک موفق است که با زنان یا مردان بسیار جوانتر سرگرم می‌شود. الیزابت از زندگی بی‌حادثه‌ یک زن خانه‌دار رنج می‌برد و مشتاقانه منتظر تعطیلات خانوادگی با دخترش امیلی است. برتراند در آخرین لحظه عقب نشینی می‌کند و جولی، بهترین دوست الیزابت و معشوق سابقش را به جای خود در تعطیلات می‌فرستد. او برای یک رابطه عاشقانه جدید در پاریس آزاد است. همسایگان، ورو و ژروم مشکلات بسیار متفاوتی دارند. ژروم بیکار است و کنتور گاز جمع آوری می‌کند. او احساسات شکست خود را از ورو و پسرش لیک پنهان می‌کند. از آنجایی که ورو می‌خواهد با همسایه‌ها همگام باشد هر دو خانواده در یک استراحتگاه قرار می‌گیرند. اشتباهات متعدد، سوء تفاهم ها و شگفتی ها اجتناب ناپذیر هستند.

## انتقاد

### پاسخ انتقادی
در راتن تومیتوز، این. فیلم براساس ۶ نقد، از ۷/۱۰ امتیاز، محبوبیت دارد.
یک وبسایت سینمای فرانسه، به این فیلم امتیاز ۴/۵ داده است.